# Luís de Chagas
Luís de Chagas (Villa Nova de Portimão, finals del segle XVI) fou un religiós i compositor portuguès. Professà en l'Orde Seràfica de Penitència (1606) i fou ministre del convent de Sant Francesc de Silves (1636). Excel·lí com a músic, cantant i compositor, i va deixar escrits sis oficis de Setmana Santa i l'obra teòrica Manual per a tot el que es canti, fora del cor.